# Ralf Eschelbach
Ralf Eschelbach (* 10. April 1958 in Filsen) ist ein deutscher Jurist und war von 2010 bis 2024 Richter am Bundesgerichtshof.

## Leben
Eschelbach studierte Rechtswissenschaft an der Johannes Gutenberg-Universität Mainz und war dort nach dem Abschluss seiner juristischen Ausbildung bis 1987 als wissenschaftlicher Mitarbeiter an einem Lehrstuhl für bürgerliches Recht mit dem Schwerpunkt ausländisches und internationales Privatrecht tätig. Anfang 1988 trat er in den Justizdienst von Rheinland-Pfalz ein. Hier wurde er zunächst als Richter auf Probe am Amtsgericht Bad Kreuznach sowie am Landgericht Bad Kreuznach eingesetzt. Im Jahre 1990 promovierte er an seiner Alma Mater über „Deutsches internationales Scheckrecht“ zum Doktor der Rechte.
1993 erhielt er eine Richterstelle am Landgericht Bad Kreuznach. Von 1995 bis 1999 war er als wissenschaftlicher Mitarbeiter an den Bundesgerichtshof abgeordnet, wo er dem 1. Strafsenat zugeteilt war. Es schloss sich bis Mitte 2003 eine Abordnung als wissenschaftlicher Mitarbeiter an das Bundesverfassungsgericht an. Während dieser Zeit befasste er sich überwiegend mit strafrechtlichen Sachverhalten. Bereits im Juli 1999 war er zum Richter am Oberlandesgericht Koblenz befördert worden. Hier gehörte er ab Juli 2003 dem 12. Zivilsenat an. 
2010 wurde Eschelbach zum Richter am Bundesgerichtshof ernannt und dem 2. Strafsenat zugewiesen. Von 2015 bis zu seinem Ausscheiden war er Mitglied im Großen Senat für Strafsachen, von Mai 2017 bis Januar 2018 als ordentliches, ansonsten als stellvertretendes Mitglied. Mit Ablauf des 30. April 2024 trat Eschelbach in den Ruhestand ein.
Die Eberhard Karls Universität in Tübingen verlieh Eschelbach 2018 den akademischen Titel eines Honorarprofessors.